# Костелсько
46°11′ пн. ш. 15°44′ сх. д. / 46.19° пн. ш. 15.73° сх. д.
Костелсько (хорв. Kostelsko) — населений пункт у Хорватії, у Крапинсько-Загорській жупанії у складі міста Преграда.

## Населення
Населення за даними перепису 2011 року становило 244 осіб.
Динаміка чисельності населення поселення:

## Клімат
Середня річна температура становить 9,51 °C, середня максимальна – 23,08 °C, а середня мінімальна – -6,10 °C. Середня річна кількість опадів – 1112 мм.
| Клімат поселення                              | Клімат поселення | Клімат поселення | Клімат поселення | Клімат поселення | Клімат поселення | Клімат поселення | Клімат поселення | Клімат поселення | Клімат поселення | Клімат поселення | Клімат поселення | Клімат поселення | Клімат поселення |
| Показник                                      | Січ.             | Лют.             | Бер.             | Квіт.            | Трав.            | Черв.            | Лип.             | Серп.            | Вер.             | Жовт.            | Лист.            | Груд.            |                  |
| Середній максимум, °C                         | 5,29             | 6,96             | 10,88            | 15,14            | 19,98            | 23,08            | 22,99            | 22,49            | 18,60            | 13,54            | 8,06             | 4,30             |                  |
| Середня температура, °C                       | −0,41            | 1,27             | 5,18             | 9,44             | 14,27            | 17,39            | 19,14            | 18,67            | 14,77            | 9,69             | 4,22             | 0,46             |                  |
| Середній мінімум, °C                          | −6,1             | −4,42            | −0,52            | 3,76             | 8,58             | 11,69            | 15,30            | 14,82            | 10,94            | 5,87             | 0,38             | −3,38            |                  |
| Норма опадів, мм                              | 52               | 57               | 75               | 82               | 96               | 132              | 113              | 110              | 110              | 105              | 101              | 79               |                  |
| Середньомісячна швидкість вітру, м/с          | 1.70             | 1.88             | 2.22             | 2.22             | 2.14             | 1.90             | 1.80             | 1.69             | 1.63             | 1.72             | 1.82             | 1.78             |                  |
| Середньомісячна сонячна радіація, кДж/м²·день | 4097             | 6803             | 10424            | 14708            | 18630            | 20320            | 21063            | 18395            | 13611            | 8553             | 4521             | 3247             |                  |
| --------------------------------------------- | ---------------- | ---------------- | ---------------- | ---------------- | ---------------- | ---------------- | ---------------- | ---------------- | ---------------- | ---------------- | ---------------- | ---------------- | ---------------- |
| Джерело:                                      |                  |                  |                  |                  |                  |                  |                  |                  |                  |                  |                  |                  |                  |